# OpenLaszlo
OpenLaszlo – platforma open source, która służy do projektowania, tworzenia i udostępniania aplikacji sieci web z bogatym interfejsem użytkownika (Rich Internet Application). Aplikacje generowane są w postaci plików Flash; możliwe jest również kompilowanie projektów do plików DHTML.
Platforma początkowo nazywała się Laszlo Presentation Server, a prace nad nią rozpoczęto w 2001. W październiku 2004 udostępniono kod źródłowy projektu i zmieniono nazwę platformy na OpenLaszlo.
Platforma opiera się na języku LZX, który zawiera w sobie elementy języka XML i JavaScript i jest podobny do XUL i XAML. Plik LZX jest interpretowany przez serwlet, kompilowany do pliku Flash i następnie wysyłany do przeglądarki. Platforma umożliwia również kompilacje w tzw. trybie SOLO, która nie wymaga działającego serwleta.
Platforma jest wydana na licencji Common Public License.